# Sydpolen

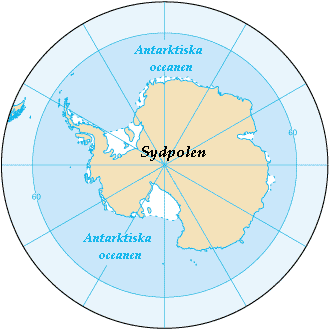

Sydpolen, även kallad geografiska sydpolen, är den sydligaste punkten på jorden (90 grader sydlig bredd). Den ligger på kontinenten Antarktis på motsatt sida från Nordpolen. Här ligger även Amundsen-Scott-basen, vilken grundades 1956 och som sedan dess har varit permanent stationerad där. Sydpolen bör inte blandas ihop med den magnetiska sydpolen.

## Historia

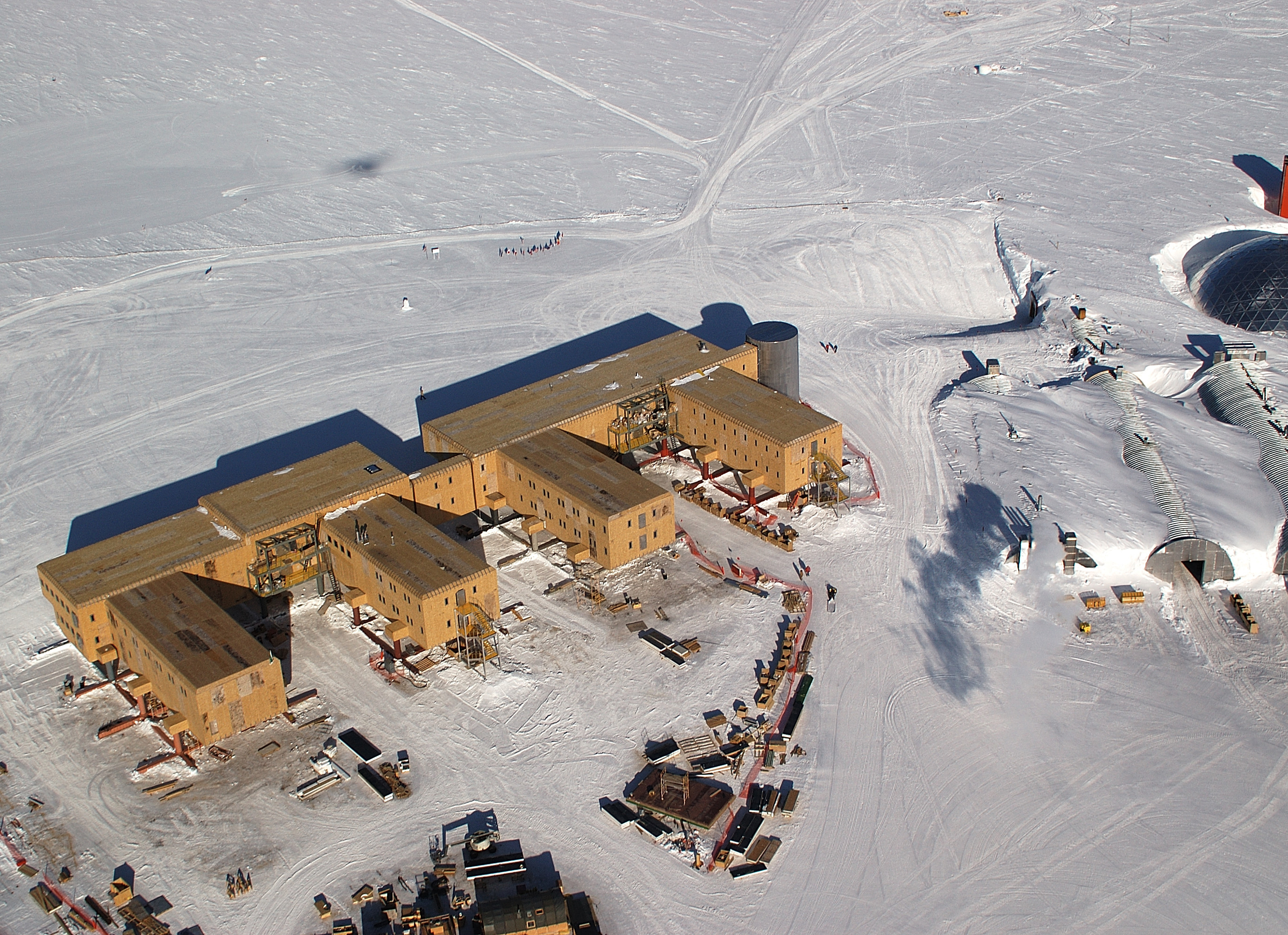
Amundsen-Scott-basen. Den ceremoniella polen och flaggorna kan ses i bakgrunden en bit till vänster om mitten, under spåren bakom byggnaderna. Den faktiska geografiska polen är belägen några meter till vänster. Byggnaderna är upphöjda på stöd för att undvika snöuppbyggnad.

Den första som nådde den geografiska sydpolen var norske Roald Amundsen med sin expedition den 14 december 1911.  Amundsen ville inledningsvis bli den förste att nå nordpolen, men efter att den nåtts år (1909), av Peary och Henson, vände han sig mot sydpolen som ännu ingen hade nått, trots många försök.
 Fartyget "Fram" som Amundsen använde tillhörde den norske kollegan Fritiof Nansen, som hade använt det i sina expeditioner kring Arktis.
Amundsen lyckades ta sig fram till sydpolen och gav sitt läger namnet Polheim och hela platån runt polen Haakon VII's Vidde för att hedra Håkon VII av Norge. Amundsens medtävlare Robert Falcon Scott, tillsammans med ytterligare fyra män från Terra-Nova-expeditionen, nådde sydpolen en månad senare. På hemresan dog Scott och hans fyra följeslagare av svält och extrem kyla. En av orsakerna till Amundsens framgångar var att han använde eskimåhundar i motsats till Scott som använde ponnyhästar. 1914 gav sig den brittiska upptäckaren Ernest Henry Shackletons Endurance-expedition iväg för att korsa Antarktis via sydpolen, men deras skepp, Endurance, frös fast i havsisen och sjönk 11 månader senare.
Den amerikanska amiralen Richard Evelyn Byrd blev, tillsammans med sin förstepilot Bernt Balchen, de första personerna att flyga över sydpolen den 29 november 1929. Sedan kom det att dröja fram till 31 oktober 1956 innan någon människa satte sin fot på polen igen. Då anlände en grupp från USA:s flotta under ledning av amiral George John Dufek till sydpolen i ett flygplan av modellen Douglas DC-3. Amundsen-Scott-basen byggdes successivt upp med lufttransporter mellan 1956 och 1957 för det internationella geofysiska året och stationen har sedan dess varit konstant bemannad av forskare och personal.
Efter Amundsen och Scott var de första personerna att nå sydpolen "landvägen" (fast med viss luftstöd) Edmund Hillary (4 januari, 1958) och Vivian Fuchs (19 januari, 1958), och deras respektive team som en del av Samväldets transantarktiska expedition. Det har skett många fler expeditioner att nå sydpolen med yttransport, däribland försök av  Antero Havola, Albert P. Crary och Ranulph Fiennes. 
Den 30 december 1989 blev Arved Fuchs och Reinhold Messner de första att nå sydpolen utan hjälp från djur eller motorredskap, enbart med hjälp av skidor och vinden.
Den kvinna som varit snabbast till den geografiska sydpolen är svenska Johanna Davidsson, som tog sig dit på 38 dagar, 23 timmar och 5 minuter 2016. Rekordet för män sattes 2011 av norrmannen Christian Eide, som nådde sydpolen på 24 dagar, 1 timme och 13 minuter.

## Geografi

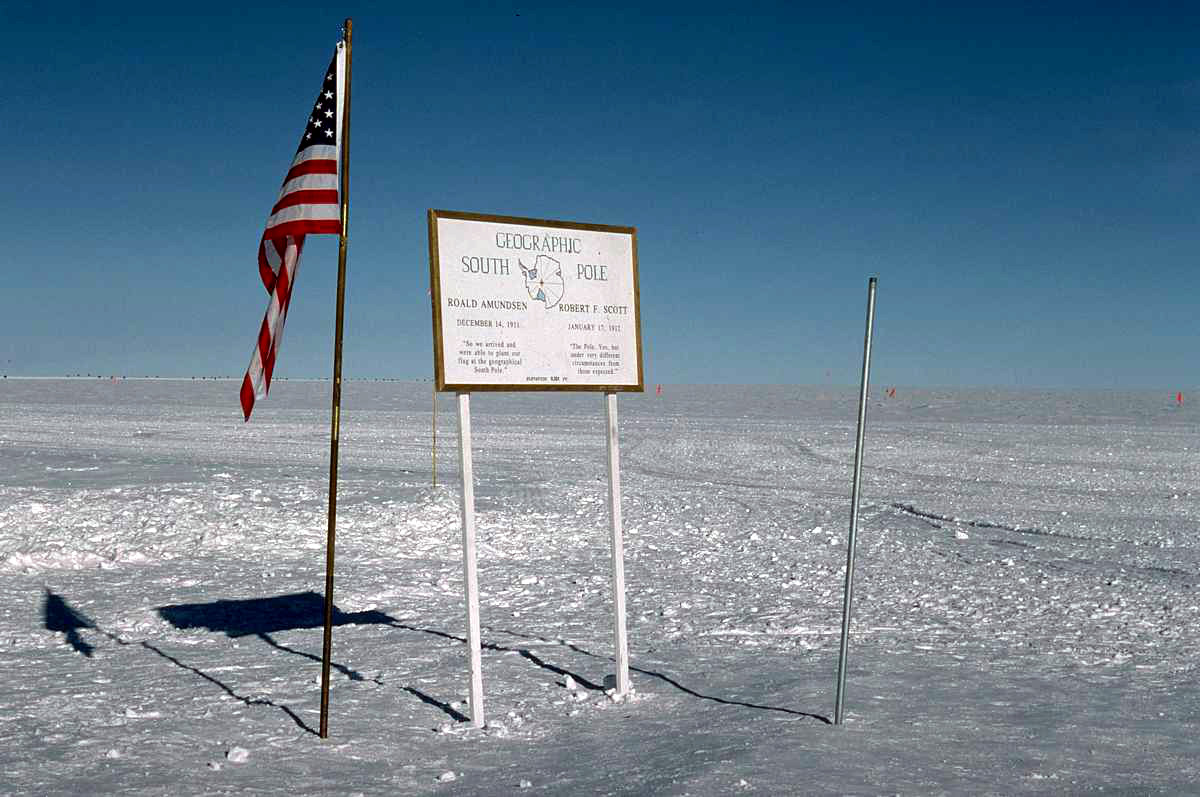
Den geografiska sydpolen.

Den geografiska sydpolen är definierat som en av två platser på jordens rotationsaxel där den skär jordytan (den andra är den geografiska nordpolen). Emellertid så utsätts jordens rotationsaxel ständigt för små rubbningar vilket gör att den här definitionen inte är tillräcklig för precisionsarbeten.
Sydpolens koordinater ges enklast som 90°S, eftersom dess longitud är geometriskt odefinierad och irrelevant. Då en longitud eftersöks, så kan man få den som 0°VE.
Sydpolen ligger på kontinenten Antarktis (även om så inte alltid har varit fallet under jordens historia på grund av kontinentaldrift). Den ligger på en enformig, blåsig isplatå på en höjd av 2 835 meter, cirka 1 300 kilometer från det närmaste havet vid McMurdo-sundet. Isen uppskattas vara cirka 2 700 meter tjock vid polen, så marknivån är relativt nära havsnivån.
Islagret rör sig i en hastighet på cirka tio meter per år, så den exakta polpositionen, i förhållande till isens yta och byggnaderna som är byggda på den varierar med tiden.
Den geografiska sydpolen är utmärkt med en liten skylt och en stolpe, vilka flyttas varje år på nyårsdagen för att kompensera isens rörelse. Skylten berättar vilka datum som Roald Amundsen och Robert F. Scott nått polen, följt av ett kort citat av respektive person och höjden på 2 835 meter.

### Ceremoniella sydpolen

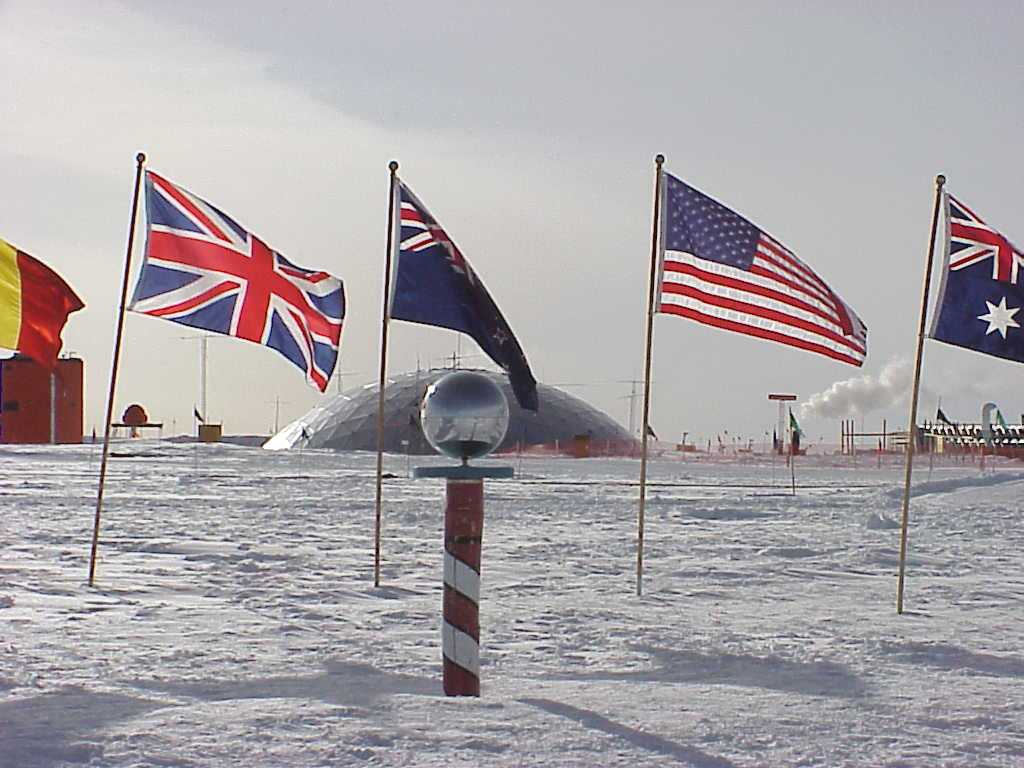
Den ceremoniella sydpolen.

Den ceremoniella sydpolen är ett område som avsatts för fotografering vid Amundsen-Scott-basen. Den ligger en liten bit från den geografiska sydpolen och består av en metallsfär på en sockel omgärdad av flaggorna av Antarktisfördragets undertecknare.
Den ceremoniella markeringen flyttas inte varje år så dess position i förhållande till den geografiska sydpolen har förändrats något med tiden eftersom den driver med isen.

## Klimat
Under den sydliga vintern får sydpolen inget solsken överhuvudtaget, och på sommaren så ligger solen, om än alltid över horisonten, alltid lågt på himlen. Mycket av det solsken som når ytan reflekteras av den vita snön. På grund av bristen på solvärme, tillsammans med den höga höjden (cirka 2 800 meter), innebär att sydpolen har ett av de kallaste klimaten på jorden (det är dock inte riktigt den kallaste platsen; rekordet ligger i området kring Vostokstationen, även den i Antarktis, som ligger något högre). Temperaturerna vid sydpolen är betydligt lägre än vid nordpolen, huvudsakligen på grund av att sydpolen ligger på en höjd mitt på en kontinentalplatta, medan nordpolen ligger vid havsnivån mitt i havet (vilket agerar som en reservoar för värme).
Vid midsommar, då solen når sin högsta punkt vid 23,5 grader, ligger temperaturen vid sydpolen kring −25 °C. Allt eftersom den sex månader långa "dagen" fortfar och solen sjunker i höjd, så sjunker även temperaturerna, vid solnedgång (slutet av mars) och soluppgång (slutet av september) ligger temperaturen runt −45 °C. Vid vintern ligger temperaturen stadigt kring −65 °C. Den högsta temperaturen som någonsin uppmätts vid Amundsen-Scott-basen är −13,6 °C, och den lägsta −82,8 °C  (det är emellertid inte den lägsta temperaturen som någonsin uppmätts, vilket är −89,6 °C vid Vostokstationen 21 juli 1983).
Sydpolen har ett ökenklimat och får nästan aldrig någon nederbörd. Luftfuktigheten ligger nära noll. Emellertid kan höga vindar orsaka något liknande snöfall, och mängden snö ligger kring 20 cm per år. Kupolen som ses på bilderna är delvis begraven på grund av snöstormar, och ingången till kupolen har regelbundet plogats för få fram den igen. Senare byggnader byggs på styltor så att inte snö ska byggas upp mot deras väggar.
| Månad                           | jan | feb | mar | apr | maj | jun | jul | aug | sep | okt | nov | dec | År  |
| ------------------------------- | --- | --- | --- | --- | --- | --- | --- | --- | --- | --- | --- | --- | --- |
| Genomsnittlig högsta temp. (°C) | −25 | −37 | −50 | −52 | −53 | −55 | −55 | −55 | −55 | −47 | −36 | −26 | −45 |
| Genomsnittlig lägsta temp. (°C) | −28 | −42 | −56 | −60 | −61 | −61 | −63 | −62 | −62 | −53 | −39 | −28 | −51 |
| Nederbörd (millimeter)          | —   | —   | —   | —   | —   | —   | —   | —   | —   | —   | —   | —   | 2,5 |

Källa:

## Tid
På de flesta ställen på jorden är tiden mer eller mindre synkroniserad med solens position på himlen. Detta fungerar inte på sydpolen där ett "dygn" varar i ett år. Ett annat sätt att se på det är att alla tidszoner möts vid polen. Det finns ingen a priori anledning att placera sydpolen i någon speciell tidszon, men av praktiska skäl håller Amundsen-Scott-basen nyzeeländsk tid eftersom de amerikanska flygen hämtar material och proviant ("Operation Deep Freeze") från Christchurch, Nya Zeeland.

## Flora och fauna
På grund av dess extremt hårda klimat så finns det inga naturligt levande djur eller växter på sydpolen, även om det då och då har påträffats labbar som kommit ur kurs.
År 2000 rapporterades det att mikrober hade upptäckts i sydpolens isar, men forskare anser att det är rätt osannolikt att de skulle ha utvecklats i Antarktis.